# 日本ソフトウェアテクノロジー
日本ソフトウェアテクノロジー（にほんソフトウェアテクノロジー、英文社名：Nihon Software Technology）は日本の東京都千代田区にある汎用系・オープンソース系・Web系システム等の設計、開発、保守などを行う会社である。
略称はN.S.T。

## 概要
基幹システムの開発を主な事業としており、官庁や金融、電力、製造、流通、通信業など関係業種は多岐にわたる。
基幹システムのほか、iPadやiPhoneを利用するサービスシステムの開発なども行っている。ITバブル崩壊および、リーマン・ショック下の中でも事業を拡大してきた。

## 沿革
- 1984年9月 - 金内亮二を代表取締役とし、株式会社日本ソフトウェアテクノロジー設立。東京都渋谷区南平台町に本社を置く。
- 1986年11月 - 東京都台東区台東1丁目3番1号に本社を移転。
- 1988年12月 - 400万円に資本金を増資。
- 1989年3月 - 東京都台東区台東2丁目3番7号に本社を移転。
- 1992年11月 - 資本金を1000万円に増資。
- 1997年11月 - 東京都台東区台東1丁目9番2号KTビルに本社を移転。
- 1997年12月 - 全省庁統一資格(指名競争入札参加資格)を取得。
- 2002年10月 - 事業拡大のため、現在地に本社を移転。